# Bilozerka
Bilozerka (en  ukrainien : russe : билозерка) est une commune urbaine de l'oblast de Kherson, en Russie, et le centre administratif du raïon de Bilozerka. Sa population s'élève à 4 500 habitants en 2023.

## Géographie
Bilozerka est située au bord du lac Bile, à 12 km à l'ouest de Kherson.

## Histoire
L'origine de la ville remonte à 1780 : c'est alors un village du nom d'Ivanovka. En 1798, il est renommé Skadovka. Depuis 1956, Bilozerka a le statut de commune urbaine. Les armoiries et le gonfalon de Bilozerka, adoptés en 2003 contiennent les armes du lieutenant-général I.A. Hannibal, fondateur du village (l'éléphant), les couleurs bleu et blanc représentent le lac Blanc (Bile ozero), qui a donné son nom à Bilozerka, et la petite chapelle au bord du lac symbolise la spiritualité.
Dès les premières semaines de l’invasion de l’Ukraine par la Russie en 2022, Bilozerka est prise par l’armée russe. Le 14 mars 2022, un rassemblement pacifique contre les occupants russes a eu lieu dans le village. Selon un reportage de l' Ukrayinska Pravda, des soldats russes ont tiré en l’air et tenté d’arrêter les manifestants. D'après les autorités d'occupation la majorité des habitants demeurés au village ont voté en faveur du rattachement à la Russie de l'oblast de Kherson.
La ville est libérée le 11 novembre 2022 lors du retrait des troupes russes de la rive droite du Dniepr.

## Population
Recensements (*) ou estimations de la population :
| 1959* | 1970* | 1979* | 1989* | 2001* | 2009  |
| ----- | ----- | ----- | ----- | ----- | ----- |
| 4 570 | 6 200 | 8 365 | 9 440 | 9 564 | 9 803 |

| 2010  | 2011  | 2012  | 2013  | 2021  | - |
| ----- | ----- | ----- | ----- | ----- | - |
| 9 806 | 9 804 | 9 793 | 9 779 | 9 364 | - |

## Économie
Les riches terres noires de la région de Bilozerka assurent d'excellentes récoltes de céréales, de légumes, etc. La culture de la vigne, la production de vin et la transformation des tomates sont des activités importantes.

## Personnalité
- Serge Bondartchouk (1920-1994), comédien et cinéaste soviétique puis russe.